# By the Way, I Forgive You
By the Way, I Forgive You - шостий студійний альбом Бренді Карлайл, випущений 16 лютого, 2018 року. 
Пісня "The Joke" була ведучим синглом альботму. Альбом був спродюсований Дейвом Коббом та Шутером Дженінгсом. Обкладинку для албому створив Скот Аветт. 
Альбом здобув премію "Греммі" як найкращий альбом року в стилі "Американа" та був номінований як альбом року.

## Сприйняття критиків
Албом зустріли переважно схвальними відгуками.

## Список композицій
| #   | Назва                                 | Тривалість |
| --- | ------------------------------------- | ---------- |
| 1.  | «Every Time I Hear That Song»         |            |
| 2.  | «The Joke»                            |            |
| 3.  | «Hold Out Your Hand»                  |            |
| 4.  | «The Mother»                          |            |
| 5.  | «Whatever You Do»                     |            |
| 6.  | «Fulton County Jane Doe»              |            |
| 7.  | «Sugartooth»                          |            |
| 8.  | «Most of All»                         |            |
| 9.  | «Harder to Forgive»                   |            |
| 10. | «Party of One» (за участю Сема Сміта) |            |